# Усть-Бакчарское сельское поселение
Усть-Бакчарское се́льское поселе́ние — муниципальное образование в Чаинском районе Томской области Российской Федерации.
Административный центр — село Усть-Бакчар.

## История
Статус и границы сельского поселения установлены Законом Томской области от 10 сентября 2004 года № 205-ОЗ «О наделении статусом муниципального района, сельского поселения и установлении границ муниципальных образований на территории Чаинского района»

## Население
| 2002  | 2010  | 2012  | 2013  | 2014  | 2015  | 2016  |
| ----- | ----- | ----- | ----- | ----- | ----- | ----- |
| 1584  | ↗3258 | ↘3186 | ↘3138 | ↘3062 | ↘3040 | ↘2984 |
| 2017  | 2018  | 2019  | 2020  | 2021  |       |       |
| ↘2950 | ↘2911 | ↘2852 | ↘2825 | ↗2836 |       |       |

## Состав сельского поселения
| №  | Населённый пункт | Тип населённого пункта       | Население |
| -- | ---------------- | ---------------------------- | --------- |
| 1  | Бундюр           | село                         | ↘167      |
| 2  | Варгатёр         | село                         | ↗554      |
| 3  | Весёлое          | село                         | ↘1        |
| 4  | Гореловка        | село                         | ↘402      |
| 5  | Лесоучасток Чая  | посёлок                      | ↘78       |
| 6  | Лось-Гора        | село                         | ↘96       |
| 7  | Мостовая         | деревня                      | ↘93       |
| 8  | Нижняя Тига      | село                         | ↗308      |
| 9  | Новые Ключи      | посёлок                      | ↗427      |
| 10 | Стрельниково     | село                         | ↘56       |
| 11 | Третья Тига      | село                         | ↘86       |
| 12 | Усть-Бакчар      | село, административный центр | ↗546      |
| 13 | Черемхово        | деревня                      | ↘22       |

### Упразднённые населённые пункты
- Ярки — упразднённая в 2001 году деревня[14].